# Elezioni comunali in Sardegna del 1997
Il 27 aprile 1997 (con ballottaggio l'11 maggio) e il 16 novembre (con ballottaggio il 30 novembre) in Sardegna si tennero le elezioni per il rinnovo di numerosi consigli comunali. 

## Riepilogo Sindaci Eletti
| Provincia         | Comune       | Sindaco uscente | Sindaco uscente          | Sindaco eletto | Sindaco eletto           | Primo turno | Primo turno      | Secondo turno | Secondo turno | Seggi   |       |       |         |
| ----------------- | ------------ | --------------- | ------------------------ | -------------- | ------------------------ | ----------- | ---------------- | ------------- | ------------- | ------- | ----- | ----- | ------- |
| Provincia         | Comune       | Cagliari        | Assemini                 |                | Luciano Casula (PDS)     |             | Paolo Mereu (FI) | 4.713         | 37,09         | Seggi   | 5.877 | 52,93 | 12 / 20 |
| Carbonia          |              | Cagliari        | Antonangelo Casula (PDS) |                | Antonangelo Casula (PDS) | 9.456       | 46,98            | 9.499         | 61,25         | 18 / 30 |       |       |         |
| Capoterra         |              | Cagliari        | Efisio Baire (CCD)       |                | Efisio Baire (CCD)       | 5.267       | 47,72            | 4.853         | 50,81         | 12 / 20 |       |       |         |
| Iglesias          |              | Cagliari        | Mauro Pili (FI)          |                | Mauro Pili (FI)          | 9.284       | 49,04            | 10.040        | 59,95         | 18 / 30 |       |       |         |
| Monserrato        |              | Cagliari        | Giuseppe Marras (PPI)    |                | Antonio Vacca (PDS)      | 5.957       | 46,70            | 6.136         | 51,28         | 12 / 20 |       |       |         |
| Quartu Sant'Elena |              | Cagliari        | Graziano Milia (PDS)     |                | Graziano Milia (PDS)     | 23.891      | 60,66            | _             | _             | 18 / 30 |       |       |         |
| Sassari           | Olbia        |                 | Giommaria Uggias (PPI)   |                | Settimo Nizzi (FI)       | 9.680       | 36,50            | 13.956        | 61,74         | 18 / 30 |       |       |         |
| Sassari           | Porto Torres |                 | Alfredo Dessì (PDS)      |                | Eugenio Cossu (PDS)      | 4.080       | 30,76            | 5.962         | 52,09         | 12 / 20 |       |       |         |

## Elezioni dell'aprile 1997

### Provincia di Cagliari

#### Assemini
| Candidati                                | Candidati              | II turno             | II turno        | I turno | I turno | Liste                              | Voti   | %     | Seggi |
| Candidati                                | Candidati              | Voti                 | %               | Voti    | %       | Liste                              | Voti   | %     | Seggi |
| ---------------------------------------- | ---------------------- | -------------------- | --------------- | ------- | ------- | ---------------------------------- | ------ | ----- | ----- |
|                                          | Paolo Mereu ✔️ Sindaco | 5 877                | 52,93           | 4 713   | 37,09   | Forza Italia                       | 2 026  | 17,97 | 6     |
| Alleanza Nazionale                       | Paolo Mereu ✔️ Sindaco | 5 877                | 52,93           | 4 713   | 37,09   | 1 382                              | 12,26  | 4     |       |
| CCD - CDU                                | Paolo Mereu ✔️ Sindaco | 5 877                | 52,93           | 4 713   | 37,09   | 925                                | 8,21   | 2     |       |
|                                          | Massimo Usai           | 5 227                | 47,07           | 4 042   | 31,81   | Partito Democratico della Sinistra | 2 134  | 18,93 | 3     |
| Partito Popolare Italiano                | Massimo Usai           | 5 227                | 47,07           | 4 042   | 31,81   | 1 006                              | 8,92   | 1     |       |
| Lista Civica                             | Massimo Usai           | 5 227                | 47,07           | 4 042   | 31,81   | 379                                | 3,36   | –     |       |
| Partito Sardo d'Azione                   | Massimo Usai           | 5 227                | 47,07           | 4 042   | 31,81   | 325                                | 2,88   | –     |       |
| Seggio di coalizione                     | Seggio di coalizione   | Seggio di coalizione | 47,07           | 4 042   | 31,81   | 1                                  |        |       |       |
|                                          | Luciano Mereu          | Luciano Mereu        | Luciano Mereu   | 2 312   | 18,19   | Patto Segni                        | 928    | 8,23  | 1     |
| Partito della Rifondazione Comunista (A) | Luciano Mereu          | Luciano Mereu        | Luciano Mereu   | 2 312   | 18,19   | 734                                | 6,51   | –     |       |
| Seggio di coalizione                     | Seggio di coalizione   | Seggio di coalizione | Luciano Mereu   | 2 312   | 18,19   | 1                                  |        |       |       |
|                                          | Dionigi Carboni        | Dionigi Carboni      | Dionigi Carboni | 1 112   | 8,75    | Lista Civica di Centro             | 953    | 8,45  | –     |
| Seggio di coalizione                     | Seggio di coalizione   | Seggio di coalizione | Dionigi Carboni | 1 112   | 8,75    | 1                                  |        |       |       |
|                                          | Aldo Mereu             | Aldo Mereu           | Aldo Mereu      | 529     | 4,16    | Lista Civica di Destra             | 481    | 4,27  | –     |
| Totale                                   | Totale                 | 11 104               | 100             | 12 708  | 100     |                                    | 11 273 | 100   | 20    |
|                                          |                        |                      |                 |         |         |                                    |        |       |       |
| Fonte: Ministero dell'interno            |                        |                      |                 |         |         |                                    |        |       |       |

#### Carbonia
| Candidati                           | Candidati                     | II turno             | II turno             | I turno | I turno | Liste                                | Voti   | %     | Seggi |
| Candidati                           | Candidati                     | Voti                 | %                    | Voti    | %       | Liste                                | Voti   | %     | Seggi |
| ----------------------------------- | ----------------------------- | -------------------- | -------------------- | ------- | ------- | ------------------------------------ | ------ | ----- | ----- |
|                                     | Antonangelo Casula ✔️ Sindaco | 9 499                | 61,25                | 9 456   | 46,98   | Partito Democratico della Sinistra   | 4 415  | 23,76 | 9     |
| Federazione Democratica             | Antonangelo Casula ✔️ Sindaco | 9 499                | 61,25                | 9 456   | 46,98   | 2 215                                | 11,92  | 4     |       |
| Partito Popolare Italiano           | Antonangelo Casula ✔️ Sindaco | 9 499                | 61,25                | 9 456   | 46,98   | 1 679                                | 9,04   | 3     |       |
| Lista Civica                        | Antonangelo Casula ✔️ Sindaco | 9 499                | 61,25                | 9 456   | 46,98   | 1 014                                | 5,46   | 2     |       |
| Federazione dei Verdi               | Antonangelo Casula ✔️ Sindaco | 9 499                | 61,25                | 9 456   | 46,98   | 196                                  | 1,05   | –     |       |
|                                     | Salvatore Vinci               | 6 010                | 38,75                | 5 924   | 29,43   | Forza Italia                         | 2 428  | 13,07 | 3     |
| Alleanza Nazionale                  | Salvatore Vinci               | 6 010                | 38,75                | 5 924   | 29,43   | 1 087                                | 5,85   | 1     |       |
| CCD - CDU                           | Salvatore Vinci               | 6 010                | 38,75                | 5 924   | 29,43   | 684                                  | 3,68   | 1     |       |
| Lista Civica                        | Salvatore Vinci               | 6 010                | 38,75                | 5 924   | 29,43   | 604                                  | 3,25   | –     |       |
| Seggio di coalizione                | Seggio di coalizione          | Seggio di coalizione | 38,75                | 5 924   | 29,43   | 1                                    |        |       |       |
|                                     | Maria Bonaria Tuveri          | Maria Bonaria Tuveri | Maria Bonaria Tuveri | 4 747   | 23,59   | Partito della Rifondazione Comunista | 1 653  | 8,90  | 2     |
| Socialisti Italiani Uniti (SI - PS) | Maria Bonaria Tuveri          | Maria Bonaria Tuveri | Maria Bonaria Tuveri | 4 747   | 23,59   | 1 343                                | 7,23   | 2     |       |
| Lista Civica                        | Maria Bonaria Tuveri          | Maria Bonaria Tuveri | Maria Bonaria Tuveri | 4 747   | 23,59   | 1 264                                | 6,80   | 1     |       |
| Seggio di coalizione                | Seggio di coalizione          | Seggio di coalizione | Maria Bonaria Tuveri | 4 747   | 23,59   | 1                                    |        |       |       |
| Totale                              | Totale                        | 15 509               | 100                  | 20 127  | 100     |                                      | 18 582 | 100   | 30    |
|                                     |                               |                      |                      |         |         |                                      |        |       |       |
| Fonte: Ministero dell'interno       |                               |                      |                      |         |         |                                      |        |       |       |

#### Monserrato
| Candidati                            | Candidati                | II turno             | II turno   | I turno | I turno | Liste                              | Voti   | %     | Seggi |
| Candidati                            | Candidati                | Voti                 | %          | Voti    | %       | Liste                              | Voti   | %     | Seggi |
| ------------------------------------ | ------------------------ | -------------------- | ---------- | ------- | ------- | ---------------------------------- | ------ | ----- | ----- |
|                                      | Antonio Vacca ✔️ Sindaco | 6 136                | 51,28      | 5 957   | 46,70   | Partito Democratico della Sinistra | 2 529  | 22,19 | 6     |
| Lista Civica                         | Antonio Vacca ✔️ Sindaco | 6 136                | 51,28      | 5 957   | 46,70   | 1 095                              | 9,61   | 3     |       |
| Partito della Rifondazione Comunista | Antonio Vacca ✔️ Sindaco | 6 136                | 51,28      | 5 957   | 46,70   | 983                                | 8,63   | 2     |       |
| Partito Sardo d'Azione               | Antonio Vacca ✔️ Sindaco | 6 136                | 51,28      | 5 957   | 46,70   | 474                                | 4,16   | 1     |       |
|                                      | Antonio Mastidoro        | 5 829                | 48,72      | 5 008   | 39,26   | Forza Italia                       | 2 171  | 19,05 | 2     |
| Alleanza Nazionale                   | Antonio Mastidoro        | 5 829                | 48,72      | 5 008   | 39,26   | 1 558                              | 13,67  | 2     |       |
| CCD - CDU                            | Antonio Mastidoro        | 5 829                | 48,72      | 5 008   | 39,26   | 936                                | 8,21   | 1     |       |
| Seggio di coalizione                 | Seggio di coalizione     | Seggio di coalizione | 48,72      | 5 008   | 39,26   | 1                                  |        |       |       |
|                                      | Cesare Cao               | Cesare Cao           | Cesare Cao | 1 792   | 14,05   | Lista Civica (A)                   | 1 651  | 14,49 | 1     |
| Seggio di coalizione                 | Seggio di coalizione     | Seggio di coalizione | Cesare Cao | 1 792   | 14,05   | 1                                  |        |       |       |
| Totale                               | Totale                   | 11 965               | 100        | 12 757  | 100     |                                    | 11 397 | 100   | 20    |
|                                      |                          |                      |            |         |         |                                    |        |       |       |
| Fonte: Ministero dell'interno        |                          |                      |            |         |         |                                    |        |       |       |

#### Quartu Sant'Elena
|                               | Graziano Milia ✔️ Sindaco | 23 891               | 60,66 | Partito Democratico della Sinistra   | 9 155  | 27,85 | 10 |  |  |
| Partito Popolare Italiano     | Graziano Milia ✔️ Sindaco | 23 891               | 60,66 | 3 383                                | 10,29  | 3     |    |  |  |
| Lista Civica                  | Graziano Milia ✔️ Sindaco | 23 891               | 60,66 | 2 958                                | 9,00   | 3     |    |  |  |
| Federazione Democratica       | Graziano Milia ✔️ Sindaco | 23 891               | 60,66 | 2 190                                | 6,66   | 2     |    |  |  |
| Federazione dei Verdi         | Graziano Milia ✔️ Sindaco | 23 891               | 60,66 | 691                                  | 2,10   | –     |    |  |  |
|                               | Roberto Farc              | 10 585               | 26,88 | Forza Italia                         | 3 696  | 11,24 | 4  |  |  |
| Alleanza Nazionale            | Roberto Farc              | 10 585               | 26,88 | 3 191                                | 9,71   | 3     |    |  |  |
| CCD - CDU                     | Roberto Farc              | 10 585               | 26,88 | 1 817                                | 5,53   | 1     |    |  |  |
| Partito Repubblicano Italiano | Roberto Farc              | 10 585               | 26,88 | 1 006                                | 3,06   | 1     |    |  |  |
| Seggio di coalizione          | Seggio di coalizione      | Seggio di coalizione | 26,88 | 1                                    |        |       |    |  |  |
|                               | Mauro Contini             | 1 369                | 3,48  | Lista Civica                         | 1 569  | 4,77  | –  |  |  |
| Seggio di coalizione          | Seggio di coalizione      | Seggio di coalizione | 3,48  | 1                                    |        |       |    |  |  |
|                               | Ignazio Tolu              | 1 346                | 3,42  | Partito della Rifondazione Comunista | 1 262  | 3,84  | –  |  |  |
| Seggio di coalizione          | Seggio di coalizione      | Seggio di coalizione | 3,42  | 1                                    |        |       |    |  |  |
|                               | Diego Vacca               | 1 026                | 2,61  | Socialisti Italiani Uniti (SI - PS)  | 885    | 2,69  | –  |  |  |
|                               | Roberto Mariani           | 552                  | 1,40  | Lista Autonomista                    | 515    | 1,57  | –  |  |  |
|                               | Lucio Torru               | 450                  | 1,14  | Lista Civica                         | 404    | 1,23  | –  |  |  |
|                               | Fabio Brundu              | 164                  | 0,42  | Movimento Sociale Fiamma Tricolore   | 149    | 0,45  | –  |  |  |
| Totale                        | Totale                    | 39 383               | 100   |                                      | 32 871 | 100   | 30 |  |  |
|                               |                           |                      |       |                                      |        |       |    |  |  |
| Fonte: Ministero dell'interno |                           |                      |       |                                      |        |       |    |  |  |

### Provincia di Sassari

#### Porto Torres
| Candidati                            | Candidati                | II turno             | II turno             | I turno | I turno | Liste                              | Voti   | %     | Seggi |
| Candidati                            | Candidati                | Voti                 | %                    | Voti    | %       | Liste                              | Voti   | %     | Seggi |
| ------------------------------------ | ------------------------ | -------------------- | -------------------- | ------- | ------- | ---------------------------------- | ------ | ----- | ----- |
|                                      | Eugenio Cossu ✔️ Sindaco | 5 962                | 52,09                | 4 080   | 30,76   | Partito Democratico della Sinistra | 1 943  | 16,00 | 8     |
| Partito della Rifondazione Comunista | Eugenio Cossu ✔️ Sindaco | 5 962                | 52,09                | 4 080   | 30,76   | 1 028                              | 8,47   | 4     |       |
| Federazione dei Verdi                | Eugenio Cossu ✔️ Sindaco | 5 962                | 52,09                | 4 080   | 30,76   | 230                                | 1,89   | –     |       |
|                                      | Giacomo Rum              | 5 484                | 47,91                | 5 208   | 39,26   | Partito Popolare Italiano - FL     | 2 054  | 16,91 | 2     |
| Patto Segni                          | Giacomo Rum              | 5 484                | 47,91                | 5 208   | 39,26   | 1 569                              | 12,92  | 1     |       |
| Partito Sardo d'Azione               | Giacomo Rum              | 5 484                | 47,91                | 5 208   | 39,26   | 1 345                              | 11,08  | 1     |       |
| Seggio di coalizione                 | Seggio di coalizione     | Seggio di coalizione | 47,91                | 5 208   | 39,26   | 1                                  |        |       |       |
|                                      | Annibale Francesconi     | Annibale Francesconi | Annibale Francesconi | 3 647   | 27,49   | Forza Italia                       | 1 300  | 10,70 | 1     |
| Alleanza Nazionale                   | Annibale Francesconi     | Annibale Francesconi | Annibale Francesconi | 3 647   | 27,49   | 1 066                              | 8,78   | 1     |       |
| Centro Cristiano Democratico         | Annibale Francesconi     | Annibale Francesconi | Annibale Francesconi | 3 647   | 27,49   | 1 003                              | 8,26   | –     |       |
| Cristiani Democratici Uniti          | Annibale Francesconi     | Annibale Francesconi | Annibale Francesconi | 3 647   | 27,49   | 289                                | 2,38   | –     |       |
| Seggio di coalizione                 | Seggio di coalizione     | Seggio di coalizione | Annibale Francesconi | 3 647   | 27,49   | 1                                  |        |       |       |
|                                      | Salvatore Fadda          | Salvatore Fadda      | Salvatore Fadda      | 330     | 2,49    | Sardigna Natzione                  | 317    | 2,61  | –     |
| Totale                               | Totale                   | 11 446               | 100                  | 13 265  | 100     |                                    | 12 144 | 100   | 20    |
|                                      |                          |                      |                      |         |         |                                    |        |       |       |
| Fonte: Ministero dell'interno        |                          |                      |                      |         |         |                                    |        |       |       |

## Elezioni del novembre 1997

### Provincia di Cagliari

#### Capoterra
| Candidati                               | Candidati               | II turno             | II turno        | I turno | I turno | Liste                                    | Voti   | %     | Seggi |
| Candidati                               | Candidati               | Voti                 | %               | Voti    | %       | Liste                                    | Voti   | %     | Seggi |
| --------------------------------------- | ----------------------- | -------------------- | --------------- | ------- | ------- | ---------------------------------------- | ------ | ----- | ----- |
|                                         | Efisio Baire ✔️ Sindaco | 4 853                | 50,81           | 5 267   | 47,72   | Forza Italia                             | 1 499  | 14,43 | 4     |
| Indipendenti                            | Efisio Baire ✔️ Sindaco | 4 853                | 50,81           | 5 267   | 47,72   | 1 468                                    | 14,13  | 3     |       |
| Centro Cristiano Democratico            | Efisio Baire ✔️ Sindaco | 4 853                | 50,81           | 5 267   | 47,72   | 1 213                                    | 11,68  | 3     |       |
| Alleanza Nazionale                      | Efisio Baire ✔️ Sindaco | 4 853                | 50,81           | 5 267   | 47,72   | 1 052                                    | 10,13  | 2     |       |
|                                         | Salvatore Caboni        | 4 698                | 49,19           | 4 180   | 37,87   | Partito Popolare Italiano                | 1 233  | 11,87 | 2     |
| Partito Democratico della Sinistra      | Salvatore Caboni        | 4 698                | 49,19           | 4 180   | 37,87   | 956                                      | 9,20   | 2     |       |
| Partito Socialista Democratico Italiano | Salvatore Caboni        | 4 698                | 49,19           | 4 180   | 37,87   | 749                                      | 7,21   | 1     |       |
| Lista Civica                            | Salvatore Caboni        | 4 698                | 49,19           | 4 180   | 37,87   | 566                                      | 5,45   | 1     |       |
| Lista Autonomista                       | Salvatore Caboni        | 4 698                | 49,19           | 4 180   | 37,87   | 478                                      | 4,60   | –     |       |
| Seggio di coalizione                    | Seggio di coalizione    | Seggio di coalizione | 49,19           | 4 180   | 37,87   | 1                                        |        |       |       |
|                                         | Maria Pia Garau         | Maria Pia Garau      | Maria Pia Garau | 702     | 6,36    | Partito della Rifondazione Comunista (A) | 467    | 4,50  | –     |
| Seggio di coalizione                    | Seggio di coalizione    | Seggio di coalizione | Maria Pia Garau | 702     | 6,36    | 1                                        |        |       |       |
|                                         | Antonello Alba          | Antonello Alba       | Antonello Alba  | 487     | 4,41    | Lista Civica (B)                         | 427    | 4,11  | –     |
|                                         | Mariano Marras          | Mariano Marras       | Mariano Marras  | 401     | 3,63    | Lista Civica (C)                         | 280    | 2,70  | –     |
| Totale                                  | Totale                  | 9 551                | 100             | 11 037  | 100     |                                          | 10 388 | 100   | 20    |
|                                         |                         |                      |                 |         |         |                                          |        |       |       |
| Fonte: Ministero dell'interno           |                         |                      |                 |         |         |                                          |        |       |       |

#### Iglesias
| Candidati                            | Candidati             | II turno             | II turno         | I turno | I turno | Liste                              | Voti   | %     | Seggi |
| Candidati                            | Candidati             | Voti                 | %                | Voti    | %       | Liste                              | Voti   | %     | Seggi |
| ------------------------------------ | --------------------- | -------------------- | ---------------- | ------- | ------- | ---------------------------------- | ------ | ----- | ----- |
|                                      | Mauro Pili ✔️ Sindaco | 10 040               | 59,95            | 9 284   | 49,04   | Lista Civica                       | 2 656  | 15,77 | 8     |
| Patto Segni - Rinnovamento Italiano  | Mauro Pili ✔️ Sindaco | 10 040               | 59,95            | 9 284   | 49,04   | 1 757                              | 10,43  | 5     |       |
| Partito Socialista                   | Mauro Pili ✔️ Sindaco | 10 040               | 59,95            | 9 284   | 49,04   | 785                                | 4,66   | 2     |       |
| Lista Civica                         | Mauro Pili ✔️ Sindaco | 10 040               | 59,95            | 9 284   | 49,04   | 781                                | 4,64   | 2     |       |
| Lista Autonomista                    | Mauro Pili ✔️ Sindaco | 10 040               | 59,95            | 9 284   | 49,04   | 608                                | 3,61   | 1     |       |
|                                      | Marco Marras          | 6 707                | 40,05            | 5 832   | 30,80   | Partito Democratico della Sinistra | 2 275  | 13,51 | 3     |
| Partito Sardo d'Azione               | Marco Marras          | 6 707                | 40,05            | 5 832   | 30,80   | 1 782                              | 10,58  | 2     |       |
| Federazione Democratica              | Marco Marras          | 6 707                | 40,05            | 5 832   | 30,80   | 1 300                              | 7,72   | 1     |       |
| Partito della Rifondazione Comunista | Marco Marras          | 6 707                | 40,05            | 5 832   | 30,80   | 736                                | 4,37   | 1     |       |
| Lista Civica                         | Marco Marras          | 6 707                | 40,05            | 5 832   | 30,80   | 287                                | 1,70   | –     |       |
| Seggio di coalizione                 | Seggio di coalizione  | Seggio di coalizione | 40,05            | 5 832   | 30,80   | 1                                  |        |       |       |
|                                      | Andreano Madeddu      | Andreano Madeddu     | Andreano Madeddu | 2 800   | 14,79   | Partito Popolare Italiano          | 1 163  | 6,91  | 1     |
| Lista Civica                         | Andreano Madeddu      | Andreano Madeddu     | Andreano Madeddu | 2 800   | 14,79   | 1 061                              | 6,30   | 1     |       |
| Centro Cristiano Democratico         | Andreano Madeddu      | Andreano Madeddu     | Andreano Madeddu | 2 800   | 14,79   | 661                                | 3,92   | –     |       |
| Seggio di coalizione                 | Seggio di coalizione  | Seggio di coalizione | Andreano Madeddu | 2 800   | 14,79   | 1                                  |        |       |       |
|                                      | Aurelio Fanni         | Aurelio Fanni        | Aurelio Fanni    | 1 016   | 5,37    | Alleanza Nazionale                 | 989    | 5,87  | –     |
| Seggio di coalizione                 | Seggio di coalizione  | Seggio di coalizione | Aurelio Fanni    | 1 016   | 5,37    | 1                                  |        |       |       |
| Totale                               | Totale                | 16 747               | 100              | 18 932  | 100     |                                    | 16 841 | 100   | 30    |
|                                      |                       |                      |                  |         |         |                                    |        |       |       |
| Fonte: Ministero dell'interno        |                       |                      |                  |         |         |                                    |        |       |       |

### Provincia di Sassari

#### Olbia
| Candidati                            | Candidati                | II turno             | II turno        | I turno | I turno | Liste                              | Voti   | %     | Seggi |
| Candidati                            | Candidati                | Voti                 | %               | Voti    | %       | Liste                              | Voti   | %     | Seggi |
| ------------------------------------ | ------------------------ | -------------------- | --------------- | ------- | ------- | ---------------------------------- | ------ | ----- | ----- |
|                                      | Settimo Nizzi ✔️ Sindaco | 13 956               | 61,74           | 9 680   | 36,50   | Forza Italia                       | 5 734  | 23,35 | 12    |
| Alleanza Nazionale                   | Settimo Nizzi ✔️ Sindaco | 13 956               | 61,74           | 9 680   | 36,50   | 1 858                              | 7,57   | 4     |       |
| Centro Cristiano Democratico         | Settimo Nizzi ✔️ Sindaco | 13 956               | 61,74           | 9 680   | 36,50   | 1 239                              | 5,05   | 2     |       |
|                                      | Giommaria Uggias         | 8 649                | 38,26           | 4 358   | 16,43   | Lista Civica                       | 3 403  | 13,86 | 2     |
| Seggio di coalizione                 | Seggio di coalizione     | Seggio di coalizione | 38,26           | 4 358   | 16,43   | 1                                  |        |       |       |
|                                      | Mario Docche             | Mario Docche         | Mario Docche    | 3 428   | 12,93   | Federazione Democratica            | 3 366  | 13,71 | 2     |
| Seggio di coalizione                 | Seggio di coalizione     | Seggio di coalizione | Mario Docche    | 3 428   | 12,93   | 1                                  |        |       |       |
|                                      | Mario Altana             | Mario Altana         | Mario Altana    | 2 564   | 9,67    | Partito Popolare Italiano          | 3 028  | 12,33 | 1     |
| Seggio di coalizione                 | Seggio di coalizione     | Seggio di coalizione | Mario Altana    | 2 564   | 9,67    | 1                                  |        |       |       |
|                                      | Carlo Marcetti           | Carlo Marcetti       | Carlo Marcetti  | 2 458   | 9,27    | Lista Civica                       | 2 181  | 8,88  | –     |
| Seggio di coalizione                 | Seggio di coalizione     | Seggio di coalizione | Carlo Marcetti  | 2 458   | 9,27    | 1                                  |        |       |       |
|                                      | Carlo Cervo              | Carlo Cervo          | Carlo Cervo     | 2 379   | 8,97    | Partito Democratico della Sinistra | 1 631  | 6,64  | –     |
| Partito della Rifondazione Comunista | Carlo Cervo              | Carlo Cervo          | Carlo Cervo     | 2 379   | 8,97    | 444                                | 1,81   | –     |       |
| Seggio di coalizione                 | Seggio di coalizione     | Seggio di coalizione | Carlo Cervo     | 2 379   | 8,97    | 1                                  |        |       |       |
|                                      | Giovanni Sanna           | Giovanni Sanna       | Giovanni Sanna  | 1 114   | 4,20    | Cristiani Democratici Uniti        | 1 082  | 4,41  | –     |
| Seggio di coalizione                 | Seggio di coalizione     | Seggio di coalizione | Giovanni Sanna  | 1 114   | 4,20    | 1                                  |        |       |       |
|                                      | Giovanni Secchi          | Giovanni Secchi      | Giovanni Secchi | 539     | 2,03    | Partito Sardo d'Azione             | 586    | 2,39  | –     |
| Totale                               | Totale                   | 22 605               | 100             | 26 520  | 100     |                                    | 24 552 | 100   | 30    |
|                                      |                          |                      |                 |         |         |                                    |        |       |       |
| Fonte: Ministero dell'interno        |                          |                      |                 |         |         |                                    |        |       |       |